# Џексон (Џорџија)
Џексон (енгл. Jackson) град је у америчкој савезној држави Џорџија. По попису становништва из 2010. у њему је живело 5.045 становника.

## Демографија
Према попису становништва из 2010. у граду је живело 5.045 становника, што је 1.111 (28,2%) становника више него 2000. године.
| Група             | 2000.         | 2010.         |
| Белци             | 2.082 (52,9%) | 2.733 (54,2%) |
| Афроамериканци    | 1.741 (44,3%) | 2.064 (40,9%) |
| Азијати           | 17 (0,4%)     | 26 (0,5%)     |
| Хиспаноамериканци | 50 (1,3%)     | 145 (2,9%)    |
| Укупно            | 3.934         | 5.045         |